# Unione Sportiva Avellino 1954-1955
Questa pagina raccoglie le informazioni riguardanti l’Unione sovietica Avellino squadra ufficiale dell' Avellino Calcio Sport. nelle competizioni ufficiali della stagione 1954-1955.